# 博多タッグ王座
博多タッグ王座（はかたタッグおうざ）は、プロレスリング華☆激が管理、認定している王座。

## 歴史
2007年10月7日、プロレスリング華☆激さざんぴあ博多多目的ホール大会で行われた初代王座決定タッグトーナメントに優勝した相島勇人&久保希望組が初代王者になった。

## 歴代王者
| 歴代   | タッグチーム                     | 戴冠回数 | 防衛回数 | 獲得日付       | 獲得場所 （対戦相手・その他）                            |
| ------ | -------------------------------- | -------- | -------- | -------------- | -------------------------------------------------------- |
| 初代   | 相島勇人&久保希望                | 1        | 0        | 2007年10月7日  | さざんぴあ博多多目的ホール ディアブロ&黒影               |
| 第2代  | コスモ☆ソルジャー&ガルーダ       | 1        | 3        | 2007年11月4日  | 枇杷島スポーツセンター第2競技場                          |
| 第3代  | 相島勇人&久保希望                | 2        | 2        | 2008年5月4日   | さざんぴあ博多多目的ホール                               |
| 第4代  | アステカ&KING                    | 1        | 1        | 2009年5月30日  | さざんぴあ博多多目的ホール                               |
| 第5代  | 新泉浩司&久保希望                | 1        | 1        | 2010年7月24日  | さざんぴあ博多多目的ホール                               |
| 第6代  | コスモ☆ソルジャー&スペル・タイラ | 1        | 0        | 2011年2月27日  | 公武堂タイガーホール                                     |
| 第7代  | SUSUMU&SEIKI                     | 1        | 3        | 2011年11月27日 | レッスルゲートホール                                     |
| 第8代  | HANZO&ビクトリー上海             | 1        | 2        | 2012年5月6日   | フジグラン神辺ふれあい通り                               |
| 第9代  | アステカ&KING                    | 2        | 5        | 2012年9月30日  | レッスルゲートホール 返上                                |
| 第10代 | コスモ☆ソルジャー&エルブレイブ   | 1        | 3        | 2017年10月1日  | JA粕屋北部プラザ アズールドラゴン&ヴァンベール・ネグロ   |
| 第11代 | 新泉浩司&ヴァンヴェール・ネグロ  | 1        | 3        | 2018年7月14日  | さざんぴあ博多多目的ホール                               |
| 第12代 | 小川聡志&エルブレイブ            | 1        | 2        | 2021年4月4日   | さいとぴあ多目的ホール 返上                              |
| 第13代 | プロフェッサーイトー&マサゴトー  | 1        | 0        | 2024年5月19日  | 高城勤労青少年ホーム体育館 アステカ&フライング・ペンギン |